# Vujadin Savić
Pour les articles homonymes, voir Savić.
Vujadin Savić (né le 1er juillet 1990 à Belgrade en Serbie) est un joueur de football serbe évoluant au poste de défenseur à l'APOEL Nicosie. Il est le fils de l'ancien international Dušan Savić et de la journaliste Marina Rajević Savić. Ces deux derniers possédant chacun un passeport français, il détient lui-même la double nationalité.

## Biographie

### Ses débuts en Serbie
Vujadin Savić effectue sa formation au sein de la prestigieuse Étoile rouge de Belgrade, le même club où son père brilla plusieurs années auparavant. Au fil des ans, son potentiel semble se confirmer ce qui lui permet de gravir un à un les échelons de l'institution serbe. À l'issue de sa formation, il aura évolué dans l'ensemble des catégories jeunes de l'Étoile Rouge.
Il est alors prêté deux saisons durant au FK Rad, entre 2007 et 2009.
À son retour, le jeune footballeur découvre enfin l'équipe première de son club formateur. Il fait quelques apparitions sous le maillot rouge et blanc à l'orée de la saison 2009-2010, avant d'être mis au second plan par son entraîneur Vladimir Petrović. Il en sera ainsi jusqu'à la fin de la saison, et ce même à la suite du limogeage de Petrović et la nomination de Ratko Dostanić.

### Un départ à l'étranger
À l'issue de cette saison au goût amer, un renouvellement de contrat est tout de même proposé à l'international espoir. Ce dernier refuse, réclamant des garanties quant à son statut en équipe première. Ratko Dostanić ne l'entend pas de cette oreille, et lance un ultimatum à son joueur : soit la prolongation, soit un transfert. Savić persiste, ce sera donc un départ. Le 23 juillet 2010, il signe aux Girondins de Bordeaux pour 5 ans et un transfert évalué à un million d'euros.
En manque de temps de jeu, Savić est prêté le 23 janvier 2012 pour six mois au SG Dynamo Dresde, club allemand de deuxième division. Le 6 juin 2012, il est de nouveau prêté jusqu'en juin 2013 au Dynamo Dresde par les Girondins de Bordeaux .
À l'été 2013, Savić est de retour sur la plaine des sports du Haillan. Après quelques mois difficiles, il parvient à grappiller quelques minutes de jeu au mois de décembre. Barré par Henrique, Marc Planus, Lamine Sané et Jérémie Bréchet au poste de défenseur central, il est titularisé et entre en jeu au poste de milieu défensif. Cette perspective lui donne davantage de possibilités pour faire partie du groupe de Francis Gillot.
En janvier 2014, il est de nouveau prêté, cette fois-ci au club allemand de l'Arminia Bielefeld.
Le 23 janvier 2015, il rejoint Watford mais ne joue aucun match avec le club anglais. Le 6 août 2015, il s'engage en faveur du Sheriff Tiraspol  avec lequel il remporte le championnat de Moldavie en 2016 et 2017.

### Retour dans son club formateur
Le 17 juin 2017, Vujadin Savić est transféré à l'Étoile rouge de Belgrade et est ainsi son retour au sein de son club formateur.

## Carrière joueur[5]
| Saison         | Club                     | Division     | Matchs (Buts) | Europe | Matchs (Buts) | International (Buts) |
| -------------- | ------------------------ | ------------ | ------------- | ------ | ------------- | -------------------- |
| 2007-2008      | FK Rad                   | PrvaLiga     | 7 (0)         |        |               |                      |
| 2008-2009      | FK Rad                   | SuperLiga    | 18 (0)        |        |               |                      |
| 2009-2010      | Étoile Rouge de Belgrade | SuperLiga    | 14 (0)        | C3     | 3 (0)         |                      |
| 2010-2011      | FC Girondins de Bordeaux | Ligue 1      | 7 (1)         |        |               |                      |
| 2011-janv.2012 | FC Girondins de Bordeaux | Ligue 1      | 1 (0)         |        |               |                      |
| janv.2012-2012 | SG Dynamo Dresde (prêt)  | 2.Bundesliga | 13 (0)        |        |               |                      |
| 2012-2013      | SG Dynamo Dresde (prêt)  | 2.Bundesliga | 4 (0)         |        |               |                      |

## Palmarès
- Championnat de Moldavie : 2016 et 2017
- Coupe de Moldavie : 2017
- Championnat de Serbie : 2018